# Sisyndite spartea
Sisyndite es un género monotípico de plantas fanerógamas perteneciente a la familia Zygophyllaceae, su única especie: Sisyndite spartea, es originaria de Sudáfrica.

## Descripción
Es un arbusto perennifolio que alcanza un tamaño de 0.75 - 4 m de altura. Se encuentra a una altitud de 250 - 2250 metros en Sudáfrica.

## Taxonomía
Sisyndite spartea fue descrita por E.Mey. ex Sond. y publicado en Flora Capensis i 354 (1860). 1860.